# Beschendorf
Beschendorf ist eine Gemeinde im Kreis Ostholstein in Schleswig-Holstein.

## Geografie und Verkehr

### Geografische Lage
Beschendorf liegt etwa 5 km südlich von Lensahn im südöstlichen Teilbereich des Naturraums Ostholsteinisches Hügel- und Seenland (Haupteinheit Nr. 702).

### Gemeindegliederung
Die Gemeinde Beschendorf wird siedlungsgeographisch in zwei Wohnplätze gegliedert. Im Einzelnen handelt sich um das namenstiftende Dorf und ebensolches Nienrade.

### Nachbargemeinden
Das Gemeindegebiet von Beschendorf wird umschlossen von:
| Lensahn |                                             |          |
|         | Kompassrose, die auf Nachbargemeinden zeigt | Manhagen |
|         | Schashagen                                  |          |

## Geschichte
Archäologische Funde belegen eine Besiedlung des Gemeindegebiets in der Jungsteinzeit, Bronzezeit und Eisenzeit.
Der Ort wurde 1322 erstmals als Becekendorp, also Dorf des Bezeco erwähnt.
Im Jahre 1901 wurde die Schweinegilde gegründet, die auch heute noch das Sommerfest organisiert. Ursprünglich war sie eine Organisation, die Schweinemästern, die durch Tierseuchen in finanzielle Not kamen, unter die Arme griff. Heute wird diese Aufgabe durch den Landes-Tierseuchenfonds erfüllt.
Die St.-Mattäus-Kapelle zu Beschendorf wurde 1968 am Ortsrand errichtet, viele Kirchgänger ziehen jedoch nach wie vor die Gottesdienste in Lensahn vor, sodass nur noch an Feiertagen Gottesdienste in der Kapelle abgehalten werden.

## Politik

### Gemeindevertretung
| Gemeindevertretungswahl Beschendorf 2023 %6050403020100 53,5 %46,5 % CDUFWBGewinne/Verlusteim Vergleich zu 2018 %p 20 18 16 14 12 10 8 6 4 2 0 −2 −4 −6 −8−10−12−14−16−18−20+19,5 %p−19,5 %pCDUFWB | Sitzverteilung in der Gemeindevertretung Beschendorf seit 2023Insgesamt 9 Sitze - FWB: 4 - CDU: 5 |

### Wappen
Blasonierung: „In Grün unter einer goldenen, auf einem breiteren mittleren und zwei schmaleren seitlichen Pfeilern stehenden Feldsteinbrücke eine goldene Hellebarde mit schwarzem, unten abgebrochenen Schaft und eine grannenlose goldene Ähre.“

## Wirtschaft und Verkehr
Die Wohnnutzung ist in der Gemeinde sehr ausgeprägt, viele Einwohner pendeln nach Lensahn oder Neustadt zur Arbeit. Es gibt jedoch auch einige Gewerbebetriebe.
Am östlichen Rand der Gemeinde durchzieht die Trasse der Bundesautobahn 1  die Gemarkung. Die nächstgelegene Autobahn-Anschlussstelle (Nr. 12) ist entsprechend der Lage betitelt nach dem Nachbarort Lensahn. In dessen Ortsbereich zweigt nach Süden die Kreisstraße 59 ab, die Beschendorf anbindet.
Die Bahnstrecke Lübeck–Puttgarden als Teil der Vogelfluglinie führt ebenfalls durch die Gemeinde.

## Notfallseelsorge
In der St. Matthäus Kapelle zu Beschendorf entsteht seit dem Jahre 2004 ein Zentrum für Notfallseelsorge und Krisenintervention/Psycho-Soziale-Unterstützung. Hierfür stehen Seelsorger, Psycho-soziale Fachkräfte und Peers (psychologisch geschulte Einsatzkräfte) an 365 Tagen im Jahr rund um die Uhr zur Verfügung. Des Weiteren besteht die Möglichkeit von Aus-, Fort- und Weiterbildungsveranstaltungen sowie offenen inhaltlichen Vorträgen etc. aus dem Bereich der Notfallseelsorge und Krisenintervention. Der ev.-luth. Kirchenkreis Oldenburg in Holstein hat seit dem Jahre 2004 die Nutzung der St. Matthäus Kapelle von der ev.-luth. Kirchengemeinde Lensahn zu diesem Zweck übernommen und trägt hierfür zusammen mit vielen ehrenamtlichen Helfern (DLRG, DRK, Freiwillige Feuerwehr), privaten Spendern und Sponsoren aus der Wirtschaft die anfallenden und laufenden Kosten sowie die Unterhaltung.

## Persönlichkeiten
- Lars Winter (* 1963), SPD-Politiker, lebte mehrere Jahre in Beschendorf